# Museo de la Vida Romántica

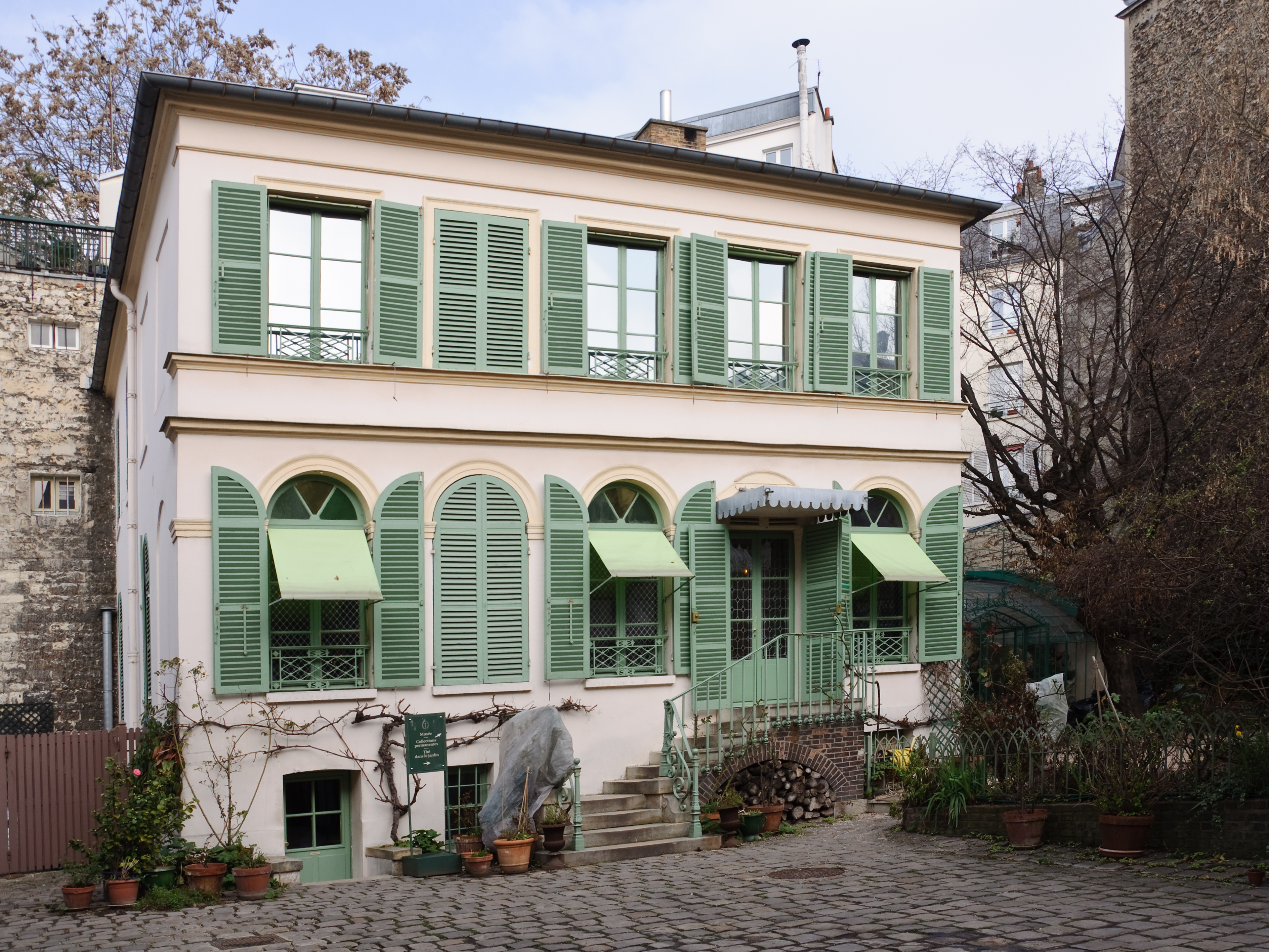
El Museo de la Vida Romántica en París.

El Museo de la Vida Romántica (en francés: Musée de la Vie romantique) se encuentra al pie de la colina de Montmartre, en el IX Distrito de París, 16 rue Chaptal, París, Francia. El edificio es un hôtel particulier de 1830 que consta de dos estudios gemelos enfrentados, un invernadero, un jardín pequeño y un patio adoquinado. 
El museo se abre todos los días, excepto los lunes. Las colecciones permanentes son de libre acceso, aunque sí se cobra una entrada para exposiciones temporales. 
Las estaciones de metro más cercanas son Pigalle, Blanche, Santo-Georges, y Liège.
El Museo de la Vida Romántica es uno de los catorce Museos de la Ciudad de París, incorporado desde el 1 de enero de 2013 a la institución.

## Propiedad
El pabellón principal, construido en 1830, era la vivienda del pintor holandés afincado en París Ary Scheffer (1795–1858), uno de los artistas prominentes de su tiempo, cercano al Rey Louis-Philippe y su familia. Durante décadas, Scheffer y su hija fueron los anfitriones de uno de los "salones del viernes por la noche", uno de los más famosos de La Nouvelle Athènes. George Arena (1804–1876) lo utilizó para vivir como vecino de Frédéric Chopin, y lugar de reunión con Eugène Delacroix, Jean Auguste Dominique Ingres, Alphonse de Lamartine, Franz Liszt, Gioacchino Rossini y la cantante Pauline Viardot. Más tarde, en ese mismo siglo, Charles Dickens, Ivan Turgueniev y Charles Gounod asistieron regularmente.

## El museo
La propiedad quedó en manos privadas durante un largo periodo, hasta que en 1982 se convirtió en un museo, bajo el nombre de "Musée Renan-Scheffer". En ese momento es uno  de los tres museos literarios de la Ciudad de París, junto con el Maison de Balzac y el Maison de Victor Hugo.
Después de una renovación extensa conducida por Jacques García bajo la dirección de Anne-Marie de Brem, reabre en 1987 como el "Museo de la Vida Romántica". Daniel Marchesseau, conservador general del Patrimonio, fue nombrado director en noviembre de 1998. Durante 13 años,  desarrolla un ambicioso programa de exposiciones y adquisiciones. 
La asistencia al museo creció ampliamente, de los 18000 visitantes al año en 1998, a los 145000 en 2010. Marchesseau se retiró en invierno de 2013. Su sucesor, Jérôme Farigoule, fue nombrado en septiembre de 2013.

## Colecciones
El museo muestra en su primer piso recuerdos de la figura literaria romántica de George  Sand, incluyendo retratos familiares, posesiones de la casa, joyas y memorabilia, incluyendo vaciados en yeso del brazo derecho del escritor Clésinger y de la delicada mano izquierda de Chopin, más una buena cantidad de curiosas acuarelas únicas, llamadas "dendrites".
En el segundo piso, se puede admirar un buen número de lienzos románticos, esculturas y otras obras de arte.
- Pinturas de Ary Scheffer, incluye retratos de Pauline Viardot, Reina Marie-Amélie, Princesse de Joinville, Princesse Marie d'Orléans, así como óleos de El Giaour (basado en la obra de Lord Byron), Fausto y Margarita (basado en la obra de Goethe), Los deanes Effie y Jeanie  (por El Corazón de Midlothian de Walter Scott).
- Trabajos de sus contemporáneos, incluidos François Bouchot (Maria Malibran), François Debon, Charles Durupt, Louis Hersent, Redouté, Camille Roqueplan.
- Las esculturas son de Barre, Bartholdi, Théophile Sujetador (Madame Mention, bronce), Auguste Clésinger (Autorretrato y Retrato de George Sand, mármol), Dantan, David d'Rabias, Jean-Jacques Feuchère (Satan), François-Désiré Froment-Meurice, Théodore Gechter (Harold, bronce), Antonin Moine (Sully, bronce), Marie d'Orléans (La Chasse au faucon, I & 2, yeso, ca. 1835), James Pradier (Sappho, bronce), Daniel cristiano Rauch (Goethe, bronce, 1820)...

El Museo también muestra varios retratos y materiales relacionados con el famoso erudito y escritor Ernest Renan, quién se había casado con la sobrina de Ary Scheffer.